# Киприно (Вологодская область)
Киприно — деревня в Кирилловском районе Вологодской области.
Входит в состав Чарозерского сельского поселения, с точки зрения административно-территориального деления — в Чарозерский сельсовет.
Расстояние по автодороге до районного центра Кириллова — 88 км, до центра муниципального образования Чарозера — 4 км. Ближайшие населённые пункты — Губино, Козицыно, Трофимово, Часовенская, Кашино, Кобылино, Колбино.
По данным переписи в 2002 году постоянного населения не было.